# Фарсалия
«Фарсалия, или Поэма о гражданской войне» (лат. Bellum civile sive Pharsalia) — эпическая поэма римского поэта Марка Аннея Лукана, рассказывающая о гражданской войне между Цезарем и Помпеем. Осталась незаконченной из-за ранней гибели автора в 65 году, но всё же считается одним из наиболее значительных произведений в истории римского эпоса.

## Создание
Точной хронологии написания «Фарсалии» в сохранившихся источниках нет. Известно, что Лукан считал эпоху Первого триумвирата и гражданской войны между Цезарем и Помпеем, о которой решил рассказать в поэме, худшим временем в истории Рима. Политическим идеалом для него была аристократическая республика, в которой сенат контролировал бы принцепса. Поэтому Лукан начал «Фарсалию» с посвящения императору Нерону, с которым связывал надежды на установление такого строя.
Первые три книги поэмы автор публиковал по отдельности. Однако между ним и Нероном произошёл личный конфликт; к тому же император, по-видимому, всё чаще замечал аналогии между собой и Цезарем, скрытые в тексте «Фарсалии». Поэтому публиковать последующие части поэмы было запрещено. В 65 году Лукан оказался вовлечён в заговор, его заставили покончить с собой, а «Фарсалия» осталась незавершённой. Её текст обрывается на X книге, действие которой происходит в Египте.

## Восприятие
В литературных кругах Рима «Фарсалию» встретили неоднозначно. Многие полагали, что в ней слишком много исторических фактов и слишком мало настоящей поэзии, что отказ Лукана от элемента чудесного в изложении ничем не оправдан. Считается, что на публикацию первых книг «Фарсалии» откликнулся в своём «Сатириконе» Петроний, который ввёл в повествование поэта Эвмолпа. Этот персонаж декламирует поэму о той же гражданской войне, предварительно заявив: «Дело совсем не в том, чтобы в стихах изложить факты, — это историки делают куда лучше; нет, свободный дух должен устремляться в потоке сказочных вымыслов по таинственным переходам, мимо святилищ богов, чтобы песнь казалась скорее вдохновенным пророчеством, чем достоверным показанием, подтверждённым свидетелями». Исследователи видят здесь выпад против лукановского подхода к эпосу.
Ряд более поздних авторов открыто критиковал «Фарсалию». Один из схолиастов пишет: «Лукан потому не считается большинством в числе поэтов, что следует только историкам, что не соответствует поэтическому искусству». Комментатор Вергилия Мавр Сервий Гонорат был уверен, что Лукан «сочинял историю, а не поэму», а потому «не достоин быть в числе поэтов». Для Квинтилиана Марк Анней был не поэтом, а скорее оратором, хотя и талантливым. В то же время у широкого круга римских читателей «Фарсалия» пользовалась большим успехом: судя по одной из эпиграмм Марциала, она прекрасно продавалась.
Лукана продолжали читать и в Средние века; сохранились рукописи, относящиеся к IX и X векам. В 1469 году «Фарсалию» впервые издали в печатном виде. Она оставалась популярной и в последующие эпохи, причём её издавали как на латыни, так и на множестве национальных языков. Во Франции во время революции одна строка из «Фарсалии», «Знает ли кто, что мечи нам даны, чтобы не было рабства», была выгравирована на саблях национальных гвардейцев.
Историки видят в «Фарсалии» ценный источник данных об античной политической мысли и один из наиболее значительных памятников исторического эпоса.